# Francisco Gómez-Jordana Sousa

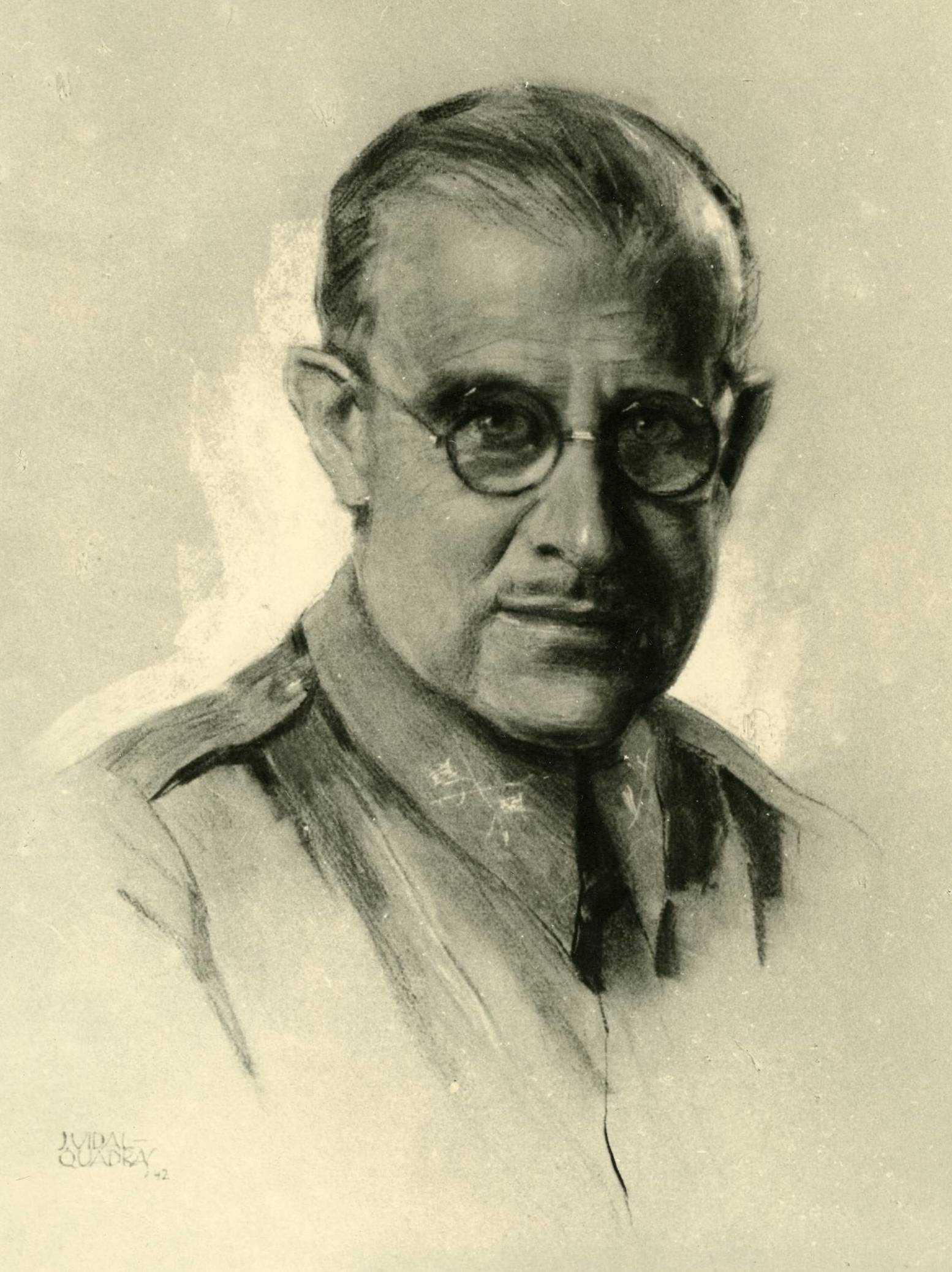
Francisco Gómez-Jordana y Sousa (1940)

Francisco Gómez-Jordana y Sousa, eerste graaf van Jordana (Madrid, 1 februari 1876 – San Sebastiàn, 3 augustus 1944) was een Spaans politicus en militair. Jordana diende als militair in Cuba en Marokko en werd in 1922 bevorderd tot generaal.
Jordana was betrokken bij de militaire coup van generaal Miguel Primo de Rivera van september 1923. Generaal Primo de Rivera installeerde een Militair Directorium om het land te regeren. Jordana was een van de leden van het directorium. Van 1928 tot 1931 was Jordana hoge commissaris van Spaans-Marokko. In april 1931, toen Spanje een republiek werd, werd Jordana van zijn post ontheven en gearresteerd wegens zijn aandeel in de dictatuur van Primo de Rivera. 
Na zijn vrijlating werd Jordana lid van de Unión Militar Española (UME), de bond van rechtse militairen (1933). De UME speelde een belangrijke rol bij de opstand van juli 1936 tegen de republikeinse regering in Madrid. Jordana werd in juni 1937 voorzitter van de Junta Técnica (uitvoerend bewind van de militaire junta) en minister van Binnenlandse Zaken van de nationalistische regering van generaal Francisco Franco. Van 1938 tot 1939 was Jordana president van de nationalistische regering. 
Na de Spaanse Burgeroorlog en tijdens de Tweede Wereldoorlog was Jordana neutralist, hoewel hij sterke pro-Britse sympathieën had. Hij was een tegenstander van de falangisten binnen de Movimiento. Toen het Franco duidelijk werd dat Duitsland de oorlog zou gaan verliezen, verving hij zijn pro-Duitse zwager Serrano Suñer als minister van Buitenlandse Zaken door Jordana in september 1942. Jordana trachtte de beschadigde relaties met de Westerse landen te herstellen.
Jordana overleed ten gevolge van opgelopen verwondingen door een val van zijn paard tijdens een jachtpartij.
- Biblioteca Nacional de España: XX1286925
- Bibliothèque nationale de France: cb113215167 (data)
- Gemeinsame Normdatei: 111840162X
- International Standard Name Identifier: 0000 0001 1589 4658
- Library of Congress Control Number: no2006108567
- Système universitaire de documentation: 075084856
- Virtual International Authority File: 5873962
- WorldCat: E39PBJxWPmBc3bkjHHrvB9FxjC